# Claus Ankersen
 Der er for få eller ingen kildehenvisninger i denne artikel, hvilket er et problem. Du kan hjælpe ved at angive troværdige kilder til de påstande, som fremføres i artiklen.
Claus Ankersen (født 1967) er en dansk forfatter, spoken word-artist og installationskunstner.
Han har studeret kommunikation og filosofi på Aarhus Universitet og University of California, Santa Barbara, samt antropologi på Københavns Universitet. I dag er han tilknyttet mediet Point of View International.
Siden årtusindskiftet har han markeret sig som en aktiv scenekunstforfatter på den litterære oplæsningsscene. Han var bl.a. medstifter af det litterære boyband Ord På Hjul, kurator på spokenword klubben 'Wicked Wednesday' og stifter af Forbundet Danske Scenekunstforfattere, samt klummeskribent i morgenavisen Dato (avis)'. Han er senest aktuel med dokumentarfilmen "Peanuts & Fri Fad", en gennemgang af den danske spoken word scene.

## Udgivelser
- Agnus Dei I & II  poetisk-fotografisk installation i Øksnehallen og på Sønderjyllands Kunstmuseum, 2001, 2002
- Hil Amdi, tekster, Forlaget Bændelormen 2003
- Årets Alfabetik – moderne ulejlighedsdigte, FDSF 2005
- Claus Ankersen, Booktrader lyrikCD # 22, Booktrader 2006 Anmeldelse af denne på Litteraturnu.dk Arkiveret 9. november 2007 hos  Wayback Machine
- Gaven, Novelle i antologien: 'Hun var følelsesløs fra fødderne og nedefter', FADL 2009 [1][2] [3]
- Peanuts & Fri Fad – En rejse gennem scenekunstlitteraturens Danmark, Dokumentarfilm på DVD, Akashic Film DK, 2009 [4][5]